# Ivan Zuccon
Ivan Zuccon, auch Ivo Cukon, (* 23. Oktober 1868 in Medulin, Istrien; † 7. Oktober 1928 in Zagreb, Königreich Jugoslawien) war ein istrianisch-italienischer Politiker und Anwalt. Er war Abgeordneter zum istrianischen Landtag.

## Leben
Zuccon besuchte die Grundschule in Medulin und das Gymnasium in Koper. Er studierte Rechtswissenschaft an der Universität Wien, wo er 1894 zum Dr. jur. promovierte. Er arbeitete einige Zeit als Praktikant bei Matko Laginja in Pula und war als Präsident, Berater und Mitglied der „Gesellschaft zur Verschönerung von Medulin“, des Kreditbüros, der „Društva Konzum“ und der Sokol Bewegung aktiv. Zuccon war auch journalistisch tätig und schrieb in den Zeitungen Naša sloga, Il diritto croato (Il pensiero slavo), Hrvatski list sowie weiteren Periodika. Zudem übersetzte und redigierte er in Pula 1911 eine Sammlung von Gesetzen. Dabei handelte es sich um die ersten kroatischen Text der damals gültigen Gesetze für die Bedürfnisse istrischer Kroaten.
Zuccon engagierte sich in der nationalen Bewegung der Kroaten Istriens und stellte sich gegen die Italianisierung der Region. Er wurde 1909 als Vertreter in der Kurie der Landgemeinden in den istrianischen Landtag gewählt und stand diesem später auch vor.
Eine besondere Bekanntheit erlangte Zuccon durch das Texten der istrische Hymne „Krasna zemljo, Istro mila“, komponiert von Matko Brajša Rašan im Jahr 1912. Nach dem Ende des Ersten Weltkriegs und der Machtübernahme der Italiener in Istrien wurde Zuccon im März 1919 verhaftet und in Forano Sabino bei Rom interniert. Nach seiner Freilassung im September 1919 kehrte er nach Pula zurück, wo im Juli 1920 seine Wohnung und seine Anwaltskanzlei von Faschisten verwüstet wurde. Er musste in der Folge Istrien verlassen und ließ sich in Zagreb nieder. Unterstützt von Laginja arbeitete er auch in Wien und gründete 1922 eine Gesellschaft für die Bewohner Primorskas und Istriens in Zagreb. Zudem verfasste er journalistische Artikel für die slawisch-istrianische Sache.
1924 wurde Zuccon Präfekt der Region Zagreb, wobei er das Amt bis 1926 ausübte. Er starb 1928 in Zagreb.